# Debréte
Debréte is een plaats (község) en gemeente in het Hongaarse comitaat Borsod-Abaúj-Zemplén. Debréte telt 34 inwoners (2001).